# Monterchi
Monterchi é uma comuna italiana da região da Toscana, província de Arezzo, com cerca de 1 877 habitantes. Estende-se por uma área de 28 km², tendo uma densidade populacional de 67 hab/km². Faz fronteira com Anghiari, Arezzo, Citerna (PG), Città di Castello (PG), Monte Santa Maria Tiberina (PG).

## Demografia
| Variação demográfica do município entre 1861 e 2011                               |
|                                                                                   |
| Fonte: Istituto Nazionale di Statistica (ISTAT) - Elaboração gráfica da Wikipedia |